# 苏纳伊·布卢特
苏纳伊·布卢特（土耳其語：Sunay Bulut，1967年12月1日—），土耳其男子举重运动员。他曾代表土耳其参加世界举重锦标赛，获得一枚铜牌。他也曾参加1992年和1996年夏季奥运会。